# ديفيد والش
ديفيد والش (بالإنجليزية: David Walsh)‏ (29 أبريل 1979 في المملكة المتحدة - ) هو لاعب كرة قدم ويلزي في مركز حراسة المرمى. لعب مع كارنارفون تاون ‏.

## وصلات خارجية
- ديفيد والش على موقع قاعدة بيانات كرة القدم.إي يو (الإنجليزية)